# Branko Gračanin
Branko Gračanin, né le 19 octobre 1943, est un ancien footballeur yougoslave et croate évoluant au poste de défenseur.

## Biographie

### Carrière en club
Gračanin commence sa carrière professionnelle en 1963 sous les couleurs du Trešnjevka Zagreb, où il joue deux ans, avant de partir pour le club voisin du Dinamo Zagreb, où il reste sept années. Avec le Dinamo, il se classe notamment trois fois deuxième du championnat yougoslave, et remporte une coupe de Yougoslavie, ainsi que la Coupe des villes de foires en 1967.
En 1973, il quitte son pays natal pour jouer en France en faveur d'Istres Sports, du FC Mulhouse, et du SR Saint-Dié. Il met un terme à sa carrière en 1978.
Le bilan de sa carrière en première division yougoslave est de 192 matchs joués, pour aucun but marqué.

### Carrière internationale
Branko Gračanin joue un total dix matches avec l'équipe nationale yougoslave entre 1968 et 1970.
Il joue son premier match en équipe nationale le 17 décembre 1968, en amical contre le Brésil. Il reçoit sa dernière sélection lors d'un match amical contre la Hongrie le 12 avril 1970. C'est lors de ce dernier match qu'il inscrit son seul et unique but avec la Yougoslavie.
Branko Gračanin dispute trois matchs comptant pour les éliminatoires du mondial 1970. Il joue à cet effet contre l'Espagne (défaite 2-1), la Finlande (victoire 5-1), et la Belgique (victoire 4-0).

## Palmarès
Dinamo Zagreb
- Championnat de Yougoslavie (0)
  - Vice-champion : 1966, 1967 et 1969

- Coupe de Yougoslavie (1) :
  - Vainqueur : 1969.
  - Finaliste :  1966 et 1972.

- Coupe des villes de foires (1) :
  - Vainqueur : 1967.

## Statistiques
| Saison                | Club                  | Championnat           | Championnat | Championnat | Coupe(s) nationale(s) | Coupe(s) nationale(s) | Compétition(s) continentale(s) | Compétition(s) continentale(s) | Compétition(s) continentale(s) | Total | Total |
| Saison                | Club                  | Division              | M.          | B.          | M.                    | B.                    | Comp.                          | M.                             | B.                             | M.    | B.    |
| 1963-1964             | Trešnjevka Zagreb     | D1                    | 12          | 0           | -                     | -                     | -                              | -                              | -                              | 12    | 0     |
| 1964-1965             | Trešnjevka Zagreb     | D1                    | 24          | 0           | -                     | -                     | -                              | -                              | -                              | 24    | 0     |
| Sous-total            | Sous-total            | Sous-total            | 36          | 0           | -                     | -                     | -                              | -                              | -                              | 36    | 0     |
| 1965-1966             | Dinamo Zagreb         | D1                    | 22          | 0           | 4                     | 0                     | -                              | -                              | -                              | 26    | 0     |
| 1966-1967             | Dinamo Zagreb         | D1                    | 13          | 0           | 3                     | 0                     | C3                             | 8                              | 0                              | 24    | 0     |
| 1967-1968             | Dinamo Zagreb         | D1                    | 26          | 0           | 2                     | 0                     | C3                             | 4                              | 0                              | 32    | 0     |
| 1968-1969             | Dinamo Zagreb         | D1                    | 30          | 0           | 4                     | 0                     | C3                             | 2                              | 0                              | 36    | 0     |
| 1969-1970             | Dinamo Zagreb         | D1                    | 19          | 0           | 3                     | 0                     | C2                             | 4                              | 0                              | 26    | 0     |
| 1970-1971             | Dinamo Zagreb         | D1                    | 25          | 0           | 1                     | 0                     | C3                             | 6                              | 0                              | 32    | 0     |
| 1971-1972             | Dinamo Zagreb         | D1                    | 21          | 0           | 5                     | 0                     | C3                             | 1                              | 0                              | 27    | 0     |
| Sous-total            | Sous-total            | Sous-total            | 156         | 0           | 22                    | 0                     | -                              | 25                             | 0                              | 203   | 0     |
| Total sur la carrière | Total sur la carrière | Total sur la carrière | 192         | 0           | 22                    | 0                     | -                              | 25                             | 0                              | 239   | 0     |